# Yayoi Kobayashi
Yayoi Kobayashi (født 18. september 1981) er en tidligere japansk fodboldspiller. Hun har tidligere spillet for Japans kvindefodboldlandshold.

## Japans fodboldlandshold
| Japans landshold | Japans landshold | Japans landshold |
| År               | Kmp              | Mål              |
| ---------------- | ---------------- | ---------------- |
| 1999             | 8                | 2                |
| 2000             | 1                | 0                |
| 2001             | 12               | 2                |
| 2002             | 11               | 1                |
| 2003             | 14               | 6                |
| 2004             | 8                | 1                |
| Total            | 54               | 12               |